# 워렌 파렐

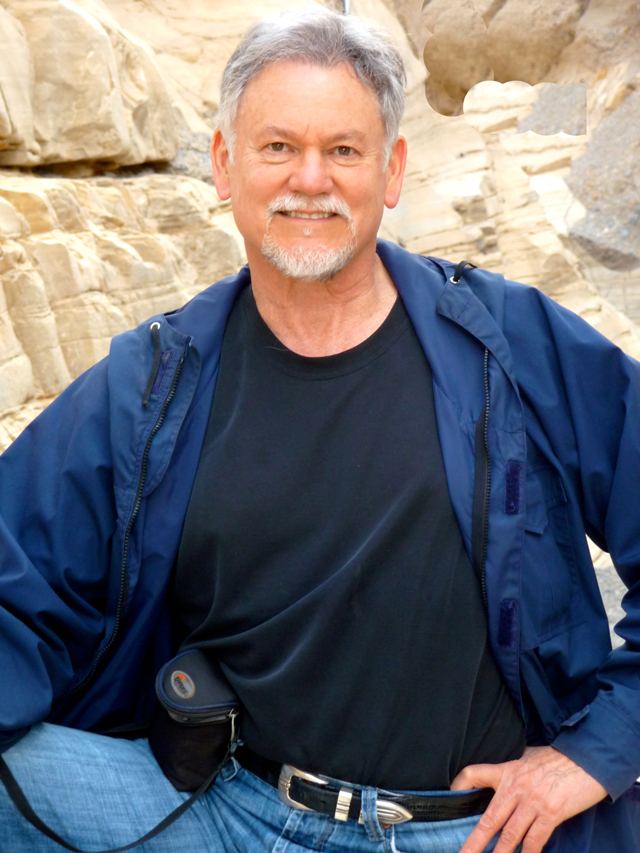

워렌 파렐(Warren Farrell, 1943년 6월 26일 - )은 미국의 저술가이자 남성주의의 주창자이다.

## 내력 · 인물
몽클레어 주립 대학을 졸업 한 후, 캘리포니아 대학 로스 앤젤레스 학교 (UCLA)에서 정치학의 석사 호를, 뉴욕 대학에 있어서 「남성과 여성의 관계의 변천」이라는 제목의 논문으로 Ph.D의 학위를 취득. 그 후, 캘리포니아 대학의학부, 브루클린 대학, 조지타운 대학, 아메리칸 대학, 라트가스 대학 등에서 심리학을 가르쳐 했다. 존슨 대통령(당시)에 의해 '미국에서 가장 뛰어난 교육가' 중 한 명으로 선정됐다. 현재는 미국사회에 존재하는 남성 차별을 고발·비판하는 저작을 많이 집필하고 있다.

## 사상·주장
저서 "The Myth of Male Power" 등에서 징병 제도가 남성에게만 강제되는 것, 이혼재판의 결과에서 친권이 아버지 에 주어지지 않는 케이스가 많은 것, 위험한 직종(병사, 탄광, 원전, 토목 작업원, 건설 현장 등)에 남성이 많은 것,노숙인의 대다수가 남성인 것, 자살자의 대부분이 남성인 것, 평균 수명의 남녀 차이, 남아에게 할례의 강제 등에 대해 남성 차별이라고 지적해 현재 미국사회의 본연의 자세를 강하게 비판하고 있다.

## 같이 보기
- 성차별
- 남성 차별
- 남성주의
- 반페미니즘
- 남성학
- 젠더
- 징병 제도